# Elecciones provinciales de Salta de 1946
Las elecciones generales de la provincia de Salta de 1946 tuvieron lugar el domingo 24 de febrero del mencionado año con el objetivo de restaurar las instituciones democráticas constitucionales y autónomas de la provincia después de tres años de la dictadura militar instaurada por el golpe denominado Revolución del 43. Se realizaron al mismo tiempo que las elecciones presidenciales y elecciones legislativas a nivel nacional. Se debía elegir al Gobernador y Vicegobernador, a los 33 escaños de la Cámara de Diputados, y a los 22 senadores departamentales, que compondrían los poderes ejecutivo y legislativo de la provincia para el período 1946-1950. Fueron las últimas elecciones antes de la incorporación, en 1947, de parte del Territorio nacional de Los Andes a la provincia, como un nuevo departamento.
En el marco de la amplia victoria de Juan Domingo Perón en las elecciones presidenciales, dando inicio al movimiento político histórico denominado peronismo, el candidato de la Unión Cívica Radical Yrigoyenista (UCR-JR) y el Partido Laborista (PL), Lucio Alfredo Cornejo Linares, obtuvo una aplastante victoria en la elección gubernativa salteña con el 62,83% de los votos. En segundo lugar se ubicó Carlos A. Saravía, de la Unión Cívica Radical (UCR), con el 20,91% de las preferencias. En tercer y último lugar quedó Federico Saravía Toledo, del Partido Demócrata Nacional (PDN), con el 15,98. Corenjo Linares triunfó en casi todos los departamentos, menos en Rivadavia y Molinos, donde se impuso el Partido Demócrata. El radicalismo no logró imponerse en ningún departamento. La participación fue del 67,52% del electorado registrado. Con respecto al plano legislativo, el laborismo y el radicalismo yrigoyenista obtuvieron 14 escaños en la Cámara de Diputados cada uno, formando un bloque de 28 diputados peronistas. El PDN obtuvo tres bancas y la UCR dos. En el Senado Provincial, el radicalismo renovador obtuvo la mayoría simple con 11 bancas, el laborismo 9 y el PDN las dos restantes. La UCR no logró triunfar en ningún departamento para el Senado.
Cornejo Linares no completó el mandato constitucional ya que, por iniciativa de Perón, dimitió en medio de huelgas y protestas en su contra el 1 de junio de 1949. Debido a que su vicegobernador también había renunciado para entonces, fue sucedido por Baudilio Espelta, presidente de la Cámara de Diputados.

## Resultados

### Gobernador y Vicegobernador
|  | 62,83 % |

|  | 20,91 % |

|  | 15,98 % |

|  | 0,28 % |

|  | 100 % |

|  | 67,52 % |

### Cámara de Diputados y Cámara de Senadores
| Partido                             | Partido                              | Votos  | %     | Diputados | Senadores |
| ----------------------------------- | ------------------------------------ | ------ | ----- | --------- | --------- |
|                                     | Partido Laborista - UCR Yrigoyenista | 28.494 | 62,92 | 28/33     | 20/22     |
|                                     | Unión Cívica Radical                 | 9.479  | 20,93 | 2/33      | —         |
|                                     | Partido Demócrata Nacional           | 7.187  | 15,87 | 3/33      | 2/22      |
|                                     | Alianza Libertadora Nacionalista     | 128    | 0,28  |           |           |
| Total de votos                      | Total de votos                       | 45.288 | 100   |           |           |
| Electores registrados/participación | Electores registrados/participación  | 67.633 | 66,96 |           |           |
| Fuentes:                            |                                      |        |       |           |           |

#### Resultados por departamentos
| Anta 2 Diputados y 1 Senador                   | Anta 2 Diputados y 1 Senador         | Anta 2 Diputados y 1 Senador | Anta 2 Diputados y 1 Senador | Anta 2 Diputados y 1 Senador                                                            | Anta 2 Diputados y 1 Senador |
| Partido                                        | Partido                              | Votos                        | %                            | Candidatos                                                                              | Candidatos                   |
| Partido                                        | Partido                              | Votos                        | %                            | Diputados                                                                               | Senadores                    |
| ---------------------------------------------- | ------------------------------------ | ---------------------------- | ---------------------------- | --------------------------------------------------------------------------------------- | ---------------------------- |
|                                                | Partido Laborista - UCR Yrigoyenista | 1.535                        | 49,85                        | - Raúl Mascietti - Florentino Moya                                                      | - Oscar Héctor Costas        |
|                                                | Unión Cívica Radical                 | 1.318                        | 42,81                        | - J. Agripino Barroso - Carlos B. Botteri                                               | - José Gabriel Jauregui      |
|                                                | Partido Demócrata Nacional           | 226                          | 7,34                         | - Brígido Zavaleta - Martín Leguizamón                                                  | - Carlos Matorras Cornejo    |
| Total de votos                                 | Total de votos                       | 3.079                        | 100                          |                                                                                         |                              |
| Electores registrados/participación            | Electores registrados/participación  | 4.732                        | 65,07                        |                                                                                         |                              |
| Cachi 1 Diputado y 1 Senador                   |                                      |                              |                              |                                                                                         |                              |
| Partido                                        | Partido                              | Votos                        | %                            | Candidatos                                                                              | Candidatos                   |
| Partido                                        | Partido                              | Votos                        | %                            | Diputados                                                                               | Senadores                    |
|                                                | Partido Laborista - UCR Yrigoyenista | 450                          | 53,57                        | - José Santiago Pozzi                                                                   | - Nicolás Moschetti          |
|                                                | Unión Cívica Radical                 | 310                          | 36,90                        | - Marcos Benjamín Zorrilla                                                              | - Miguel Mamaní              |
|                                                | Partido Demócrata Nacional           | 80                           | 9,52                         | - José Grimberg                                                                         | - Juan Carlos Dávalos        |
| Total de votos                                 | Total de votos                       | 840                          | 100                          |                                                                                         |                              |
| Electores registrados/participación            | Electores registrados/participación  | 1.578                        | 53,23                        |                                                                                         |                              |
| Cafayate 1 Diputado y 1 Senador                |                                      |                              |                              |                                                                                         |                              |
| Partido                                        | Partido                              | Votos                        | %                            | Candidatos                                                                              | Candidatos                   |
| Partido                                        | Partido                              | Votos                        | %                            | Diputados                                                                               | Senadores                    |
|                                                | Partido Laborista - UCR Yrigoyenista | 530                          | 63,40                        | - Dante Lovaglio                                                                        | - Isidro C. Mayor            |
|                                                | Unión Cívica Radical                 | 156                          | 18,66                        | - Esteban J. Calvet                                                                     | - Enrique Cornejo Costas     |
|                                                | Partido Demócrata Nacional           | 150                          | 17,94                        | - Benjamín Nanni                                                                        | - Arnaldo Benito Etchart     |
| Total de votos                                 | Total de votos                       | 836                          | 100                          |                                                                                         |                              |
| Electores registrados/participación            | Electores registrados/participación  | 1.128                        | 74,11                        |                                                                                         |                              |
| Capital 7 Diputados y 1 Senador                |                                      |                              |                              |                                                                                         |                              |
| Partido                                        | Partido                              | Votos                        | %                            | Candidatos                                                                              | Candidatos                   |
| Partido                                        | Partido                              | Votos                        | %                            | Diputados                                                                               | Senadores                    |
|                                                | Partido Laborista - UCR Yrigoyenista | 8.005                        | 67,58                        | - José Cirilo Sosa - Juan Carlos Cornejo Linares - Jesús Méndez - José Marx Nadal       | - Carlos Outes               |
|                                                | Unión Cívica Radical                 | 2.347                        | 19,81                        | - Carlos A. Peyret - Abel Arias Aranda - Jorge Orlando - Demetrio Jorge Herrera         | - Bernardino Biella          |
|                                                | Partido Demócrata Nacional           | 1.366                        | 11,53                        | - Lidoro Almada Leal - Sergio Patrón Uriburu - Lucio Cornejo Isasmendi - Abraham Steren | - Ricardo Echenique          |
|                                                | Alianza Libertadora Nacionalista     | 128                          | 1,08                         | - Carlos de los Ríos - Tomás Ortiz - Francisco Julio Lizárraga - Enrique José García    | - Ricardo Díaz Cornejo       |
| Total de votos                                 | Total de votos                       | 11.846                       | 100                          |                                                                                         |                              |
| Electores registrados/participación            | Electores registrados/participación  | 16.525                       | 71,69                        |                                                                                         |                              |
| Campo Santo 1 Diputado y 1 Senador             |                                      |                              |                              |                                                                                         |                              |
| Partido                                        | Partido                              | Votos                        | %                            | Candidatos                                                                              | Candidatos                   |
| Partido                                        | Partido                              | Votos                        | %                            | Diputados                                                                               | Senadores                    |
|                                                | Partido Laborista - UCR Yrigoyenista | 2.348                        | 81,64                        | - Darío Arias                                                                           | - José Luis Álvarez          |
|                                                | Unión Cívica Radical                 | 295                          | 10,26                        | - Félix Mulky                                                                           | - Roque Rueda                |
|                                                | Partido Demócrata Nacional           | 233                          | 8,10                         | - Julio J. A. Vuistaz                                                                   | - Augusto Pedro Mesples      |
| Total de votos                                 | Total de votos                       | 2.876                        | 100                          |                                                                                         |                              |
| Electores registrados/participación            | Electores registrados/participación  | 4.187                        | 68,69                        |                                                                                         |                              |
| Cerrillos 1 Diputado y 1 Senador               |                                      |                              |                              |                                                                                         |                              |
| Partido                                        | Partido                              | Votos                        | %                            | Candidatos                                                                              | Candidatos                   |
| Partido                                        | Partido                              | Votos                        | %                            | Diputados                                                                               | Senadores                    |
|                                                | Partido Laborista - UCR Yrigoyenista | 639                          | 56,50                        | - Juan Dolores Gaetán                                                                   | - Emilio Espelta             |
|                                                | Unión Cívica Radical                 | 379                          | 33,51                        | - José Nicolás Martínez                                                                 | - Celestino de los Ríos      |
|                                                | Partido Demócrata Nacional           | 113                          | 9,99                         | - Víctor A. Aranda                                                                      | - Josué Campos               |
| Total de votos                                 | Total de votos                       | 1.131                        | 100                          |                                                                                         |                              |
| Electores registrados/participación            | Electores registrados/participación  | 1.575                        | 71,81                        |                                                                                         |                              |
| Chicoana 1 Diputado y 1 Senador                |                                      |                              |                              |                                                                                         |                              |
| Partido                                        | Partido                              | Votos                        | %                            | Candidatos                                                                              | Candidatos                   |
| Partido                                        | Partido                              | Votos                        | %                            | Diputados                                                                               | Senadores                    |
|                                                | Partido Laborista - UCR Yrigoyenista | 1.001                        | 56,27                        | - José Mompó                                                                            | - José Aniceto Torena        |
|                                                | Partido Demócrata Nacional           | 441                          | 24,79                        | - Lucio D'Andrea                                                                        | - Roberto Patrón Costas      |
|                                                | Unión Cívica Radical                 | 337                          | 18,94                        | - Pedro M. Güemes                                                                       | - Fernando Ramos             |
| Total de votos                                 | Total de votos                       | 1.779                        | 100                          |                                                                                         |                              |
| Electores registrados/participación            | Electores registrados/participación  | 2.389                        | 74,47                        |                                                                                         |                              |
| Guachipas 1 Diputado y 1 Senador               |                                      |                              |                              |                                                                                         |                              |
| Partido                                        | Partido                              | Votos                        | %                            | Candidatos                                                                              | Candidatos                   |
| Partido                                        | Partido                              | Votos                        | %                            | Diputados                                                                               | Senadores                    |
|                                                | Partido Laborista - UCR Yrigoyenista | 319                          | 54,44                        | - Joaquín Durand                                                                        | - Néstor San Millán          |
|                                                | Partido Demócrata Nacional           | 191                          | 32,59                        | - Ramón P. Elías                                                                        | - Ricardo A. Fleming         |
|                                                | Unión Cívica Radical                 | 76                           | 12,97                        | - Antonio Herrera                                                                       | - Modesto C. Apaza           |
| Total de votos                                 | Total de votos                       | 586                          | 100                          |                                                                                         |                              |
| Electores registrados/participación            | Electores registrados/participación  | 828                          | 70,77                        |                                                                                         |                              |
| Iruya 1 Diputado y 1 Senador                   |                                      |                              |                              |                                                                                         |                              |
| Partido                                        | Partido                              | Votos                        | %                            | Candidatos                                                                              | Candidatos                   |
| Partido                                        | Partido                              | Votos                        | %                            | Diputados                                                                               | Senadores                    |
|                                                | Partido Laborista - UCR Yrigoyenista | 549                          | 70,75                        | - Alejandro Robredo                                                                     | - Luis Mercado               |
|                                                | Partido Demócrata Nacional           | 177                          | 22,81                        | - José Belmonte García                                                                  | - Juan Arias Uriburu         |
|                                                | Unión Cívica Radical                 | 50                           | 6,44                         | - Octavio Federico                                                                      | - Flavio Armella Lizárraga   |
| Total de votos                                 | Total de votos                       | 776                          | 100                          |                                                                                         |                              |
| Electores registrados/participación            | Electores registrados/participación  | 1.059                        | 73,28                        |                                                                                         |                              |
| La Caldera 1 Diputado y 1 Senador              |                                      |                              |                              |                                                                                         |                              |
| Partido                                        | Partido                              | Votos                        | %                            | Candidatos                                                                              | Candidatos                   |
| Partido                                        | Partido                              | Votos                        | %                            | Diputados                                                                               | Senadores                    |
|                                                | Partido Laborista - UCR Yrigoyenista | 329                          | 66,33                        | - Tomás Ryan                                                                            | - Juan Agustín Avellaneda    |
|                                                | Unión Cívica Radical                 | 84                           | 16,94                        | - Santiago Esquiú                                                                       | - Manuel Condorí             |
|                                                | Partido Demócrata Nacional           | 83                           | 16,73                        | - Augusto Regis                                                                         | - Manlio Bruzzo              |
| Total de votos                                 | Total de votos                       | 496                          | 100                          |                                                                                         |                              |
| Electores registrados/participación            | Electores registrados/participación  | 700                          | 70,86                        |                                                                                         |                              |
| La Candelaria 1 Diputado y 1 Senador           |                                      |                              |                              |                                                                                         |                              |
| Partido                                        | Partido                              | Votos                        | %                            | Candidatos                                                                              | Candidatos                   |
| Partido                                        | Partido                              | Votos                        | %                            | Diputados                                                                               | Senadores                    |
|                                                | Partido Laborista - UCR Yrigoyenista | 238                          | 41,68                        | - Pedro Fanor Guerrero                                                                  | - Francisco Solano Rodas     |
|                                                | Unión Cívica Radical                 | 215                          | 37,65                        | - Juan Juárez                                                                           | - Manuel Chamorro            |
|                                                | Partido Demócrata Nacional           | 118                          | 20,67                        | - Francisco Facundo Astigueta                                                           | - Jorge A. Vélez             |
| Total de votos                                 | Total de votos                       | 571                          | 100                          |                                                                                         |                              |
| Electores registrados/participación            | Electores registrados/participación  | 785                          | 72,74                        |                                                                                         |                              |
| La Poma 1 Diputado y 1 Senador                 |                                      |                              |                              |                                                                                         |                              |
| Partido                                        | Partido                              | Votos                        | %                            | Candidatos                                                                              | Candidatos                   |
| Partido                                        | Partido                              | Votos                        | %                            | Diputados                                                                               | Senadores                    |
|                                                | Partido Laborista - UCR Yrigoyenista | 117                          | 60,62                        | - Carlos Adolfo Vera Alvarado                                                           | - José Alberto Perdigón      |
|                                                | Unión Cívica Radical                 | 46                           | 23,83                        | - Carlos A. Gómez                                                                       | - Néstor Tapia Gómez         |
|                                                | Partido Demócrata Nacional           | 30                           | 15,54                        | - Miguel Ángel Wayar                                                                    | - Lucio Cornejo Mollinedo    |
| Total de votos                                 | Total de votos                       | 193                          | 100                          |                                                                                         |                              |
| Electores registrados/participación            | Electores registrados/participación  | 256                          | 75,39                        |                                                                                         |                              |
| La Viña 1 Diputado y 1 Senador                 |                                      |                              |                              |                                                                                         |                              |
| Partido                                        | Partido                              | Votos                        | %                            | Candidatos                                                                              | Candidatos                   |
| Partido                                        | Partido                              | Votos                        | %                            | Diputados                                                                               | Senadores                    |
|                                                | Partido Laborista - UCR Yrigoyenista | 633                          | 68,58                        | - Carlos Xamena                                                                         | - Tomás Chávez               |
|                                                | Unión Cívica Radical                 | 153                          | 16,58                        | - Tomás S. Acosta                                                                       | - Ángel J. Usandivaras       |
|                                                | Partido Demócrata Nacional           | 137                          | 14,84                        | - José A. Núñez                                                                         | - Rubén Darío Gómez          |
| Total de votos                                 | Total de votos                       | 923                          | 100                          |                                                                                         |                              |
| Electores registrados/participación            | Electores registrados/participación  | 1.237                        | 74,62                        |                                                                                         |                              |
| Los Andes 1 Diputado y 1 Senador               |                                      |                              |                              |                                                                                         |                              |
| Partido                                        | Partido                              | Votos                        | %                            | Candidatos                                                                              | Candidatos                   |
| Partido                                        | Partido                              | Votos                        | %                            | Diputados                                                                               | Senadores                    |
|                                                | Partido Laborista - UCR Yrigoyenista | 541                          | 86,01                        | - Vicente Segundo Navarrete                                                             | - Antonio Martina Fernández  |
|                                                | Unión Cívica Radical                 | 66                           | 10,49                        | - José Gavenda                                                                          | - Abel E. Cornejo            |
|                                                | Partido Demócrata Nacional           | 22                           | 3,50                         | - Justino Caballero                                                                     | - Gustavo Gauffin            |
| Total de votos                                 | Total de votos                       | 629                          | 100                          |                                                                                         |                              |
| Electores registrados/participación            | Electores registrados/participación  | 1.487                        | 42,30                        |                                                                                         |                              |
| Metán 2 Diputados y 1 Senador                  |                                      |                              |                              |                                                                                         |                              |
| Partido                                        | Partido                              | Votos                        | %                            | Candidatos                                                                              | Candidatos                   |
| Partido                                        | Partido                              | Votos                        | %                            | Diputados                                                                               | Senadores                    |
|                                                | Partido Laborista - UCR Yrigoyenista | 1.983                        | 55,22                        | - José Arístides López Arias - Gregorio Ríos                                            | - Ernesto Bernis             |
|                                                | Unión Cívica Radical                 | 1.052                        | 29,30                        | - Guillermo Sierra - J. Antonio Palermo                                                 | - Ramón S. Madariaga         |
|                                                | Partido Demócrata Nacional           | 556                          | 15,48                        | - Hugo R. Poma - Antonio López Guerrero                                                 | - José Marcelino Sierra      |
| Total de votos                                 | Total de votos                       | 3.591                        | 100                          |                                                                                         |                              |
| Electores registrados/participación            | Electores registrados/participación  | 5.576                        | 64,40                        |                                                                                         |                              |
| Molinos 1 Diputado y 1 Senador                 |                                      |                              |                              |                                                                                         |                              |
| Partido                                        | Partido                              | Votos                        | %                            | Candidatos                                                                              | Candidatos                   |
| Partido                                        | Partido                              | Votos                        | %                            | Diputados                                                                               | Senadores                    |
|                                                | Partido Demócrata Nacional           | 410                          | 51,90                        | - Ricardo Usandivaras                                                                   | - Carlos Cornejo Costas      |
|                                                | Unión Cívica Radical                 | 228                          | 28,86                        | - Juan J. Erazu                                                                         | - Alberto Fernández Acevedo  |
|                                                | Partido Laborista - UCR Yrigoyenista | 152                          | 19,24                        | - Pablo Chávez                                                                          | - Francisco Olayo Díaz       |
| Total de votos                                 | Total de votos                       | 790                          | 100                          |                                                                                         |                              |
| Electores registrados/participación            | Electores registrados/participación  | 1.045                        | 75,60                        |                                                                                         |                              |
| Orán 2 Diputados y 1 Senador                   |                                      |                              |                              |                                                                                         |                              |
| Partido                                        | Partido                              | Votos                        | %                            | Candidatos                                                                              | Candidatos                   |
| Partido                                        | Partido                              | Votos                        | %                            | Diputados                                                                               | Senadores                    |
|                                                | Partido Laborista - UCR Yrigoyenista | 4.952                        | 72,33                        | - Carlos Alberto Ocampo - Roque Bordón Acevedo                                          | - Pedro Estratón Pérez       |
|                                                | Partido Demócrata Nacional           | 967                          | 14,13                        | - Enrique Vuistaz - Daniel León                                                         | - Ángel C. Vidal             |
|                                                | Unión Cívica Radical                 | 927                          | 13,54                        | - Ramón Lorences - Pedro J. Texta                                                       | - Julio Pizetti              |
| Total de votos                                 | Total de votos                       | 6.846                        | 100                          |                                                                                         |                              |
| Electores registrados/participación            | Electores registrados/participación  | 11.552                       | 59,26                        |                                                                                         |                              |
| Rivadavia 1 Diputado y 1 Senador               |                                      |                              |                              |                                                                                         |                              |
| Partido                                        | Partido                              | Votos                        | %                            | Candidatos                                                                              | Candidatos                   |
| Partido                                        | Partido                              | Votos                        | %                            | Diputados                                                                               | Senadores                    |
|                                                | Partido Demócrata Nacional           | 450                          | 48,49                        | - Raúl Hilario Puló                                                                     | - Martín G. Puló             |
|                                                | Unión Cívica Radical                 | 277                          | 29,85                        | - Audilón Arenas                                                                        | - José María Saravia         |
|                                                | Partido Laborista - UCR Yrigoyenista | 201                          | 21,66                        | - Horacio Oliva Saravia                                                                 | - Luis Fonteñez              |
| Total de votos                                 | Total de votos                       | 928                          | 100                          |                                                                                         |                              |
| Electores registrados/participación            | Electores registrados/participación  | 1.713                        | 54,17                        |                                                                                         |                              |
| Rosario de Lerma 2 Diputados y 1 Senador       |                                      |                              |                              |                                                                                         |                              |
| Partido                                        | Partido                              | Votos                        | %                            | Candidatos                                                                              | Candidatos                   |
| Partido                                        | Partido                              | Votos                        | %                            | Diputados                                                                               | Senadores                    |
|                                                | Partido Laborista - UCR Yrigoyenista | 1.663                        | 75,35                        | - Ricardo Durand - Andrés Monné (h)                                                     | - Julián Santos Huidobro     |
|                                                | Partido Demócrata Nacional           | 365                          | 16,54                        | - Rogelio Diez Gómez - Oscar Sosa Arias                                                 | - Martín Saravia (h)         |
|                                                | Unión Cívica Radical                 | 179                          | 8,11                         | - Antenor A. Yáñez - A. Federico Lee                                                    | - José María Sanz Navamuel   |
| Total de votos                                 | Total de votos                       | 2.207                        | 100                          |                                                                                         |                              |
| Electores registrados/participación            | Electores registrados/participación  | 2.993                        | 73,74                        |                                                                                         |                              |
| Rosario de la Frontera 2 Diputados y 1 Senador |                                      |                              |                              |                                                                                         |                              |
| Partido                                        | Partido                              | Votos                        | %                            | Candidatos                                                                              | Candidatos                   |
| Partido                                        | Partido                              | Votos                        | %                            | Diputados                                                                               | Senadores                    |
|                                                | Partido Laborista - UCR Yrigoyenista | 1.158                        | 47,40                        | - Miguel Placencia - Roberto Martínez                                                   | - Juan Posadas               |
|                                                | Partido Demócrata Nacional           | 713                          | 29,19                        | - Cándido Vicente - Lucio Domínguez                                                     | - Juan A. Rovaletti          |
|                                                | Unión Cívica Radical                 | 572                          | 23,41                        | - Julio A. Delgado - Serafín Maciel                                                     | - Miguel Navamuel            |
| Total de votos                                 | Total de votos                       | 2.443                        | 100                          |                                                                                         |                              |
| Electores registrados/participación            | Electores registrados/participación  | 3.635                        | 67,21                        |                                                                                         |                              |
| San Carlos 1 Diputado y 1 Senador              |                                      |                              |                              |                                                                                         |                              |
| Partido                                        | Partido                              | Votos                        | %                            | Candidatos                                                                              | Candidatos                   |
| Partido                                        | Partido                              | Votos                        | %                            | Diputados                                                                               | Senadores                    |
|                                                | Partido Laborista - UCR Yrigoyenista | 450                          | 48,08                        | - Adolfo del Castillo Diez                                                              | - Olimpio Cruz               |
|                                                | Unión Cívica Radical                 | 282                          | 30,13                        | - Luis Rivero                                                                           | - Estanislao P. Wayar        |
|                                                | Partido Demócrata Nacional           | 204                          | 21,79                        | - Joaquín Miralpeix                                                                     | - Damián Figueroa            |
| Total de votos                                 | Total de votos                       | 936                          | 100                          |                                                                                         |                              |
| Electores registrados/participación            | Electores registrados/participación  | 1.278                        | 73,24                        |                                                                                         |                              |
| Santa Victoria 1 Diputado y 1 Senador          |                                      |                              |                              |                                                                                         |                              |
| Partido                                        | Partido                              | Votos                        | %                            | Candidatos                                                                              | Candidatos                   |
| Partido                                        | Partido                              | Votos                        | %                            | Diputados                                                                               | Senadores                    |
|                                                | Partido Laborista - UCR Yrigoyenista | 701                          | 71,10                        | - Leonidas Argentino Cabrera                                                            | - Julio César Guzmán         |
|                                                | Partido Demócrata Nacional           | 155                          | 15,72                        | - Hugo R. Saavedra                                                                      | - Abel Ortiz                 |
|                                                | Unión Cívica Radical                 | 130                          | 13,18                        | - Adolfo Burgos                                                                         | - Belisario Romano Güiemes   |
| Total de votos                                 | Total de votos                       | 986                          | 100                          |                                                                                         |                              |
| Electores registrados/participación            | Electores registrados/participación  | 1.375                        | 71,71                        |                                                                                         |                              |